# Chrysocolaptes
Chrysocolaptes es un género de aves piciformes perteneciente a la familia Picidae, cuyos miembros habitan en el sur de Asia.

## Especies
Aunque antiguamente solo se reconocían dos especies (C. lucidus y C. festivus), varias antiguas subespecies ahora se consideran especies aparte:
- Chrysocolaptes lucidus – pito sultán moteado;
- Chrysocolaptes haematribon – pito sultán de Luzón;
- Chrysocolaptes xanthocephalus – pito sultán carigualdo;
- Chrysocolaptes erythrocephalus – pito sultán cabecirrojo;
- Chrysocolaptes strictus – pito sultán de Java;
- Chrysocolaptes guttacristatus – pito sultán grande;
- Chrysocolaptes stricklandi – pito sultán de Ceilán;
- Chrysocolaptes festivus – pito dorsiblanco.